# Japanese Garden
Japanese Garden (en chinois : 星和园) est une île artificielle située dans l'île principale de Singapour sur le lac de Jurong.

## Géographie
Elle s'étend sur environ 600 m de longueur pour une largeur approximative de 360 m. Un pont nommé Bridge of Double Beauty la relie à Chinese Garden.

## Histoire
Elle appartient et a été construit en 1975 par la JTC Corporation (en), conçue par l'architecte taïwanais Yuen-chen Yu. Comme son nom l'indique, elle représente un jardin japonais avec toutes les caractéristiques de cet art.  

## Galerie

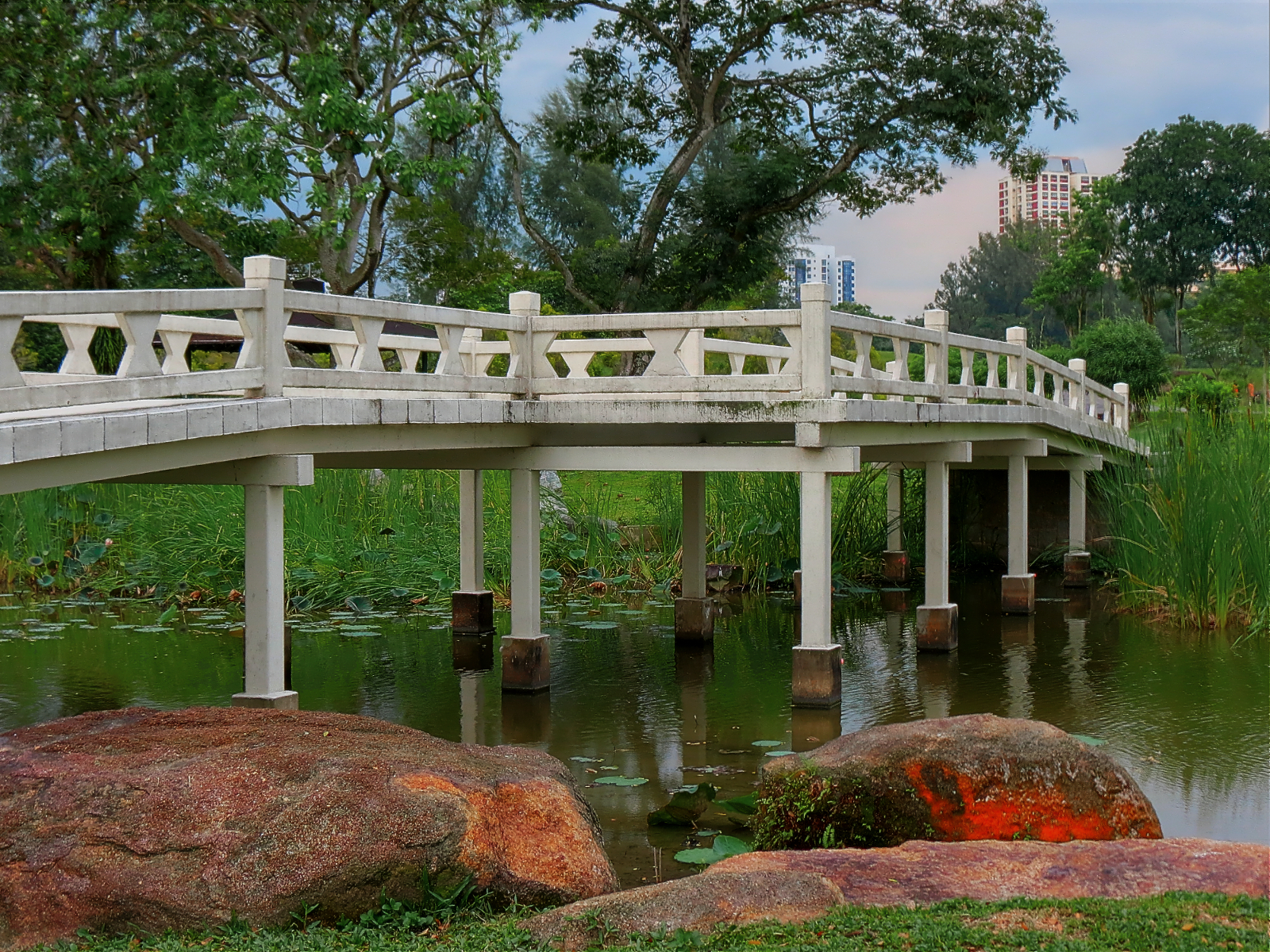
Pont dans Japanese Garden
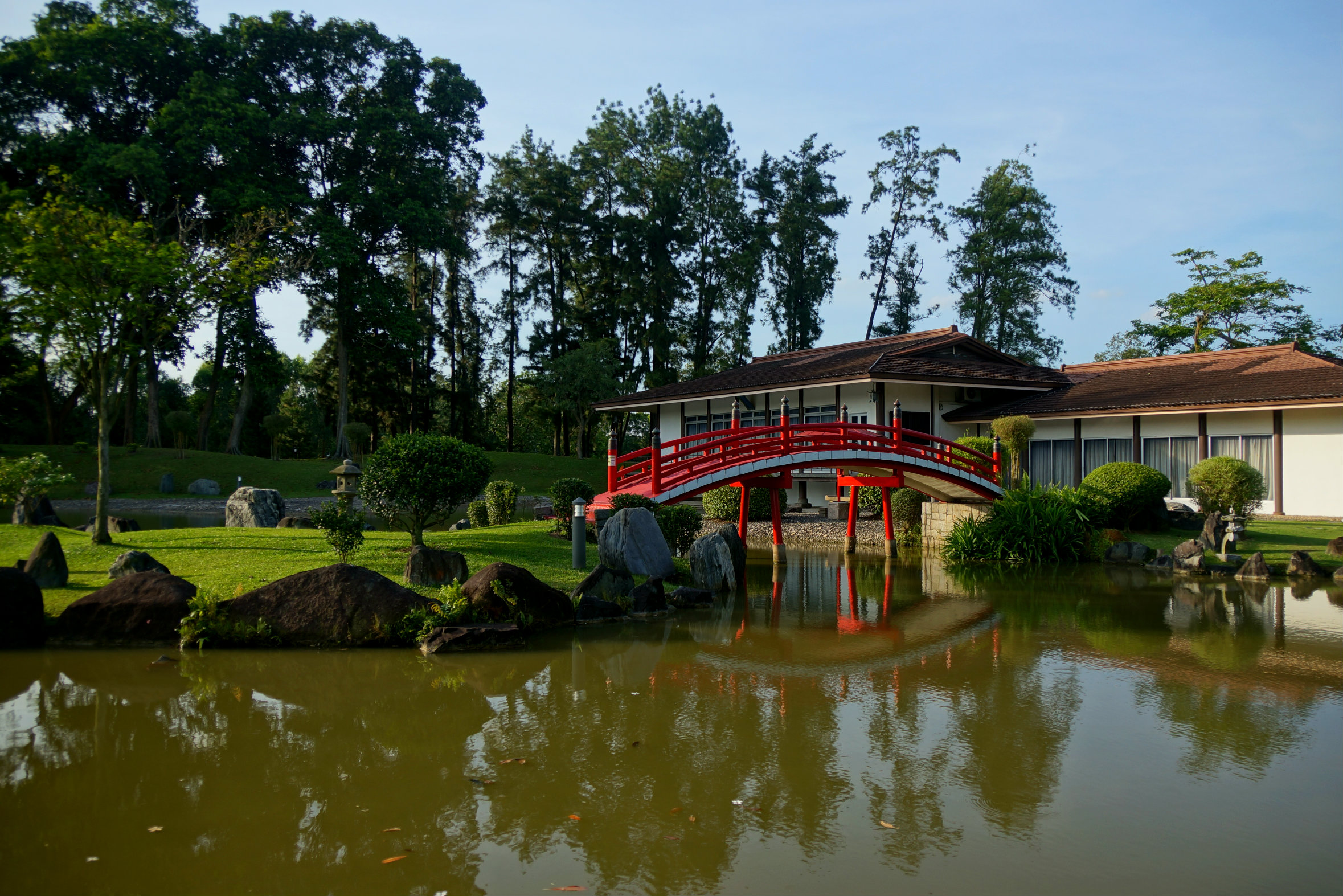
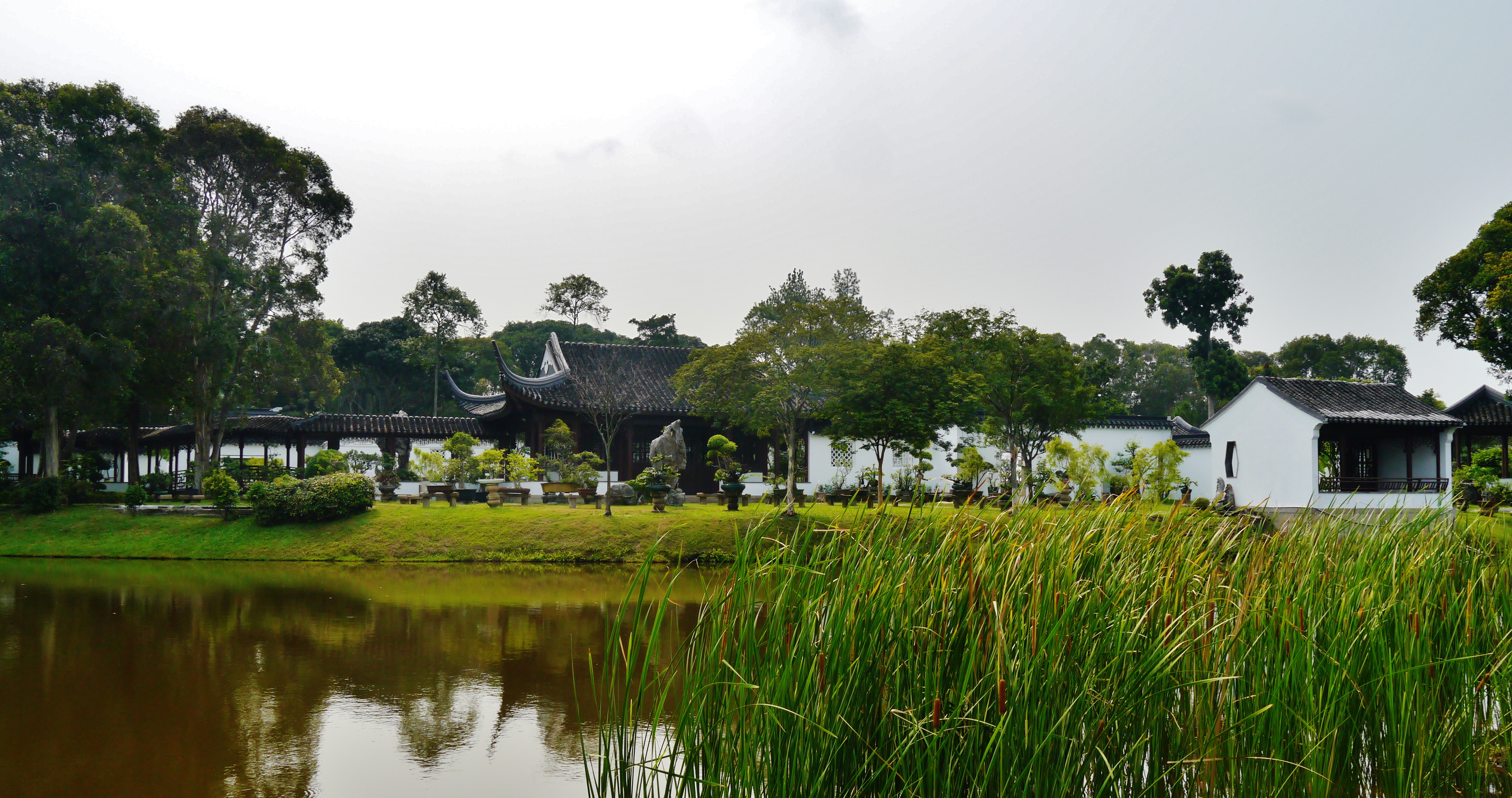
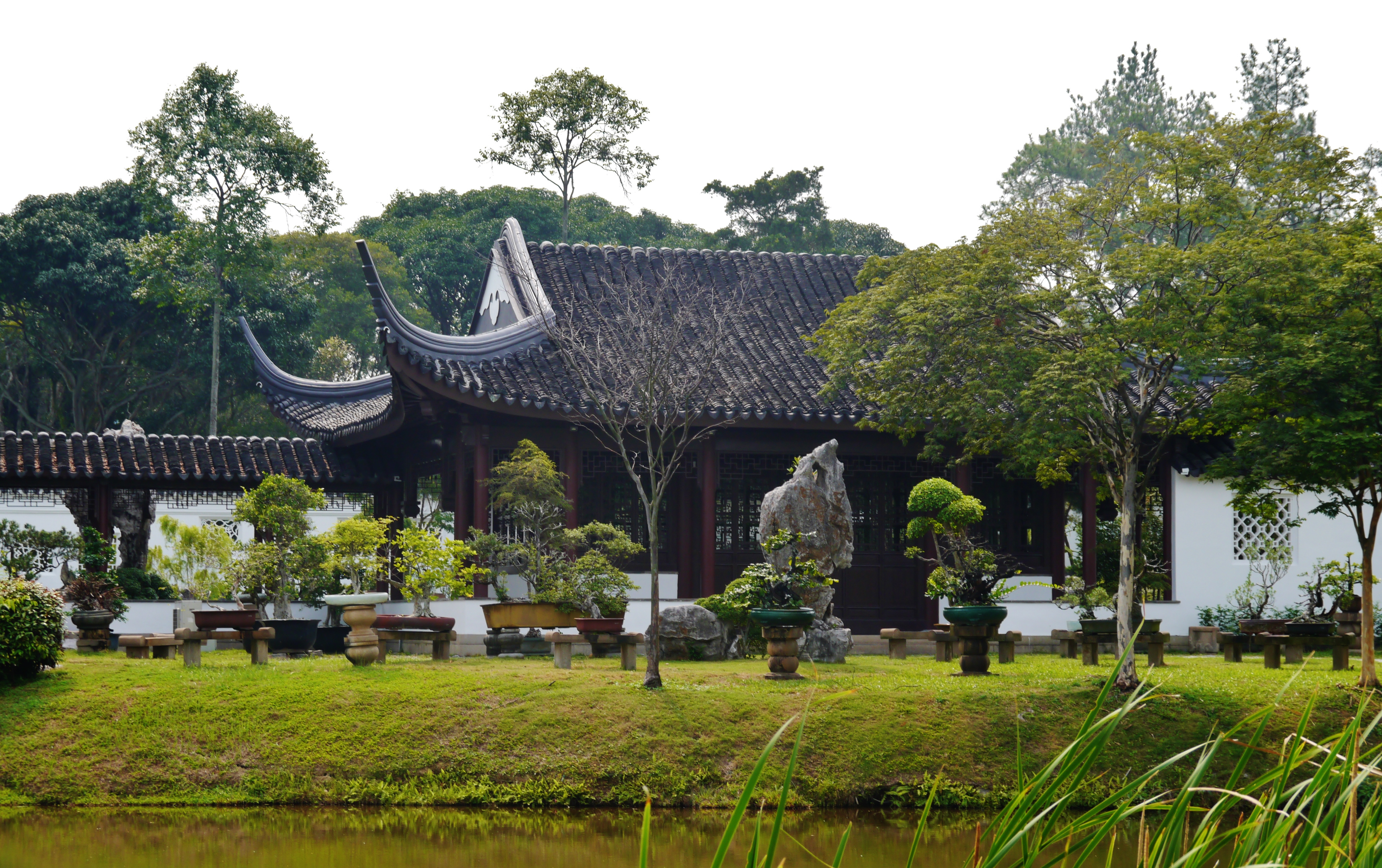
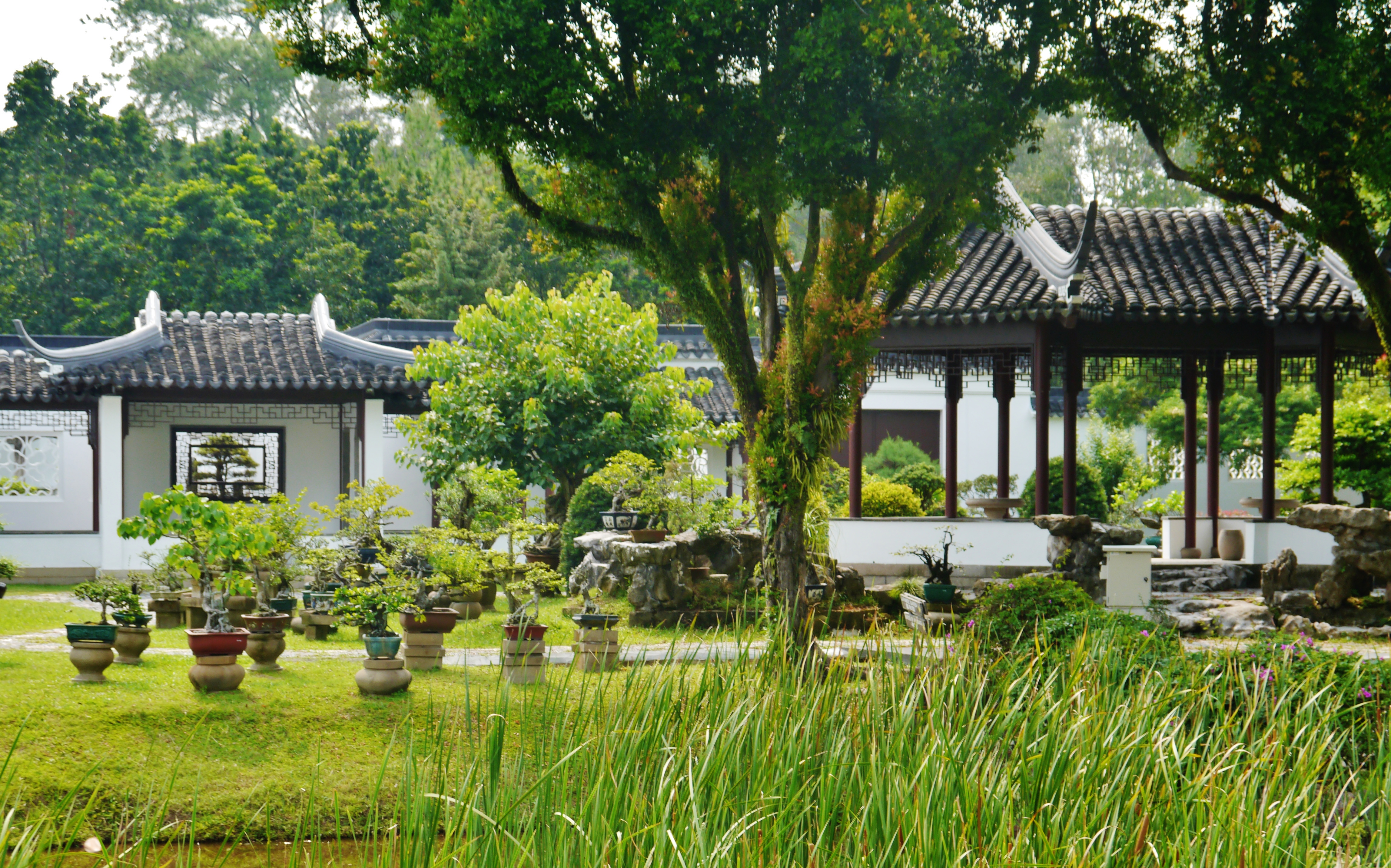
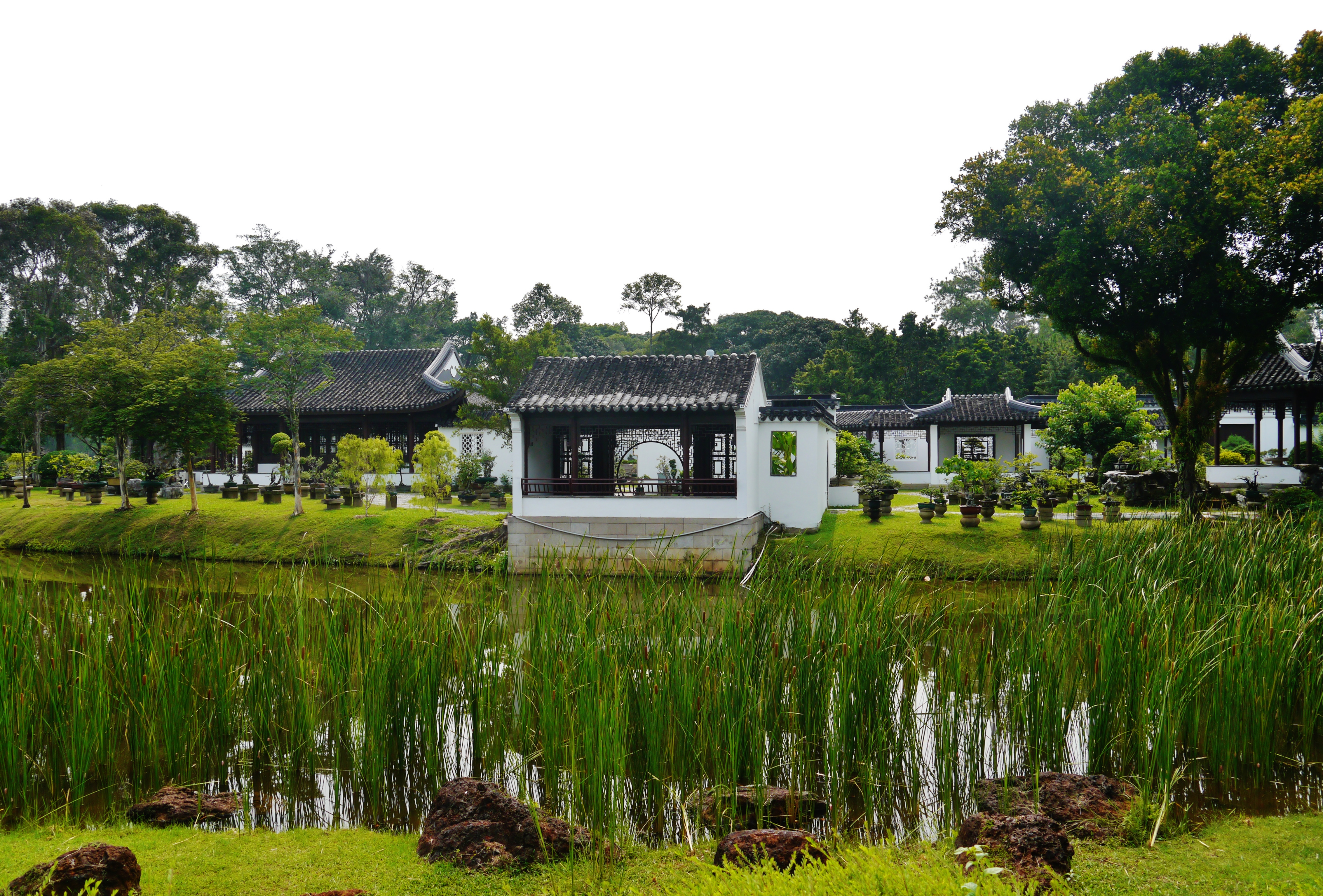
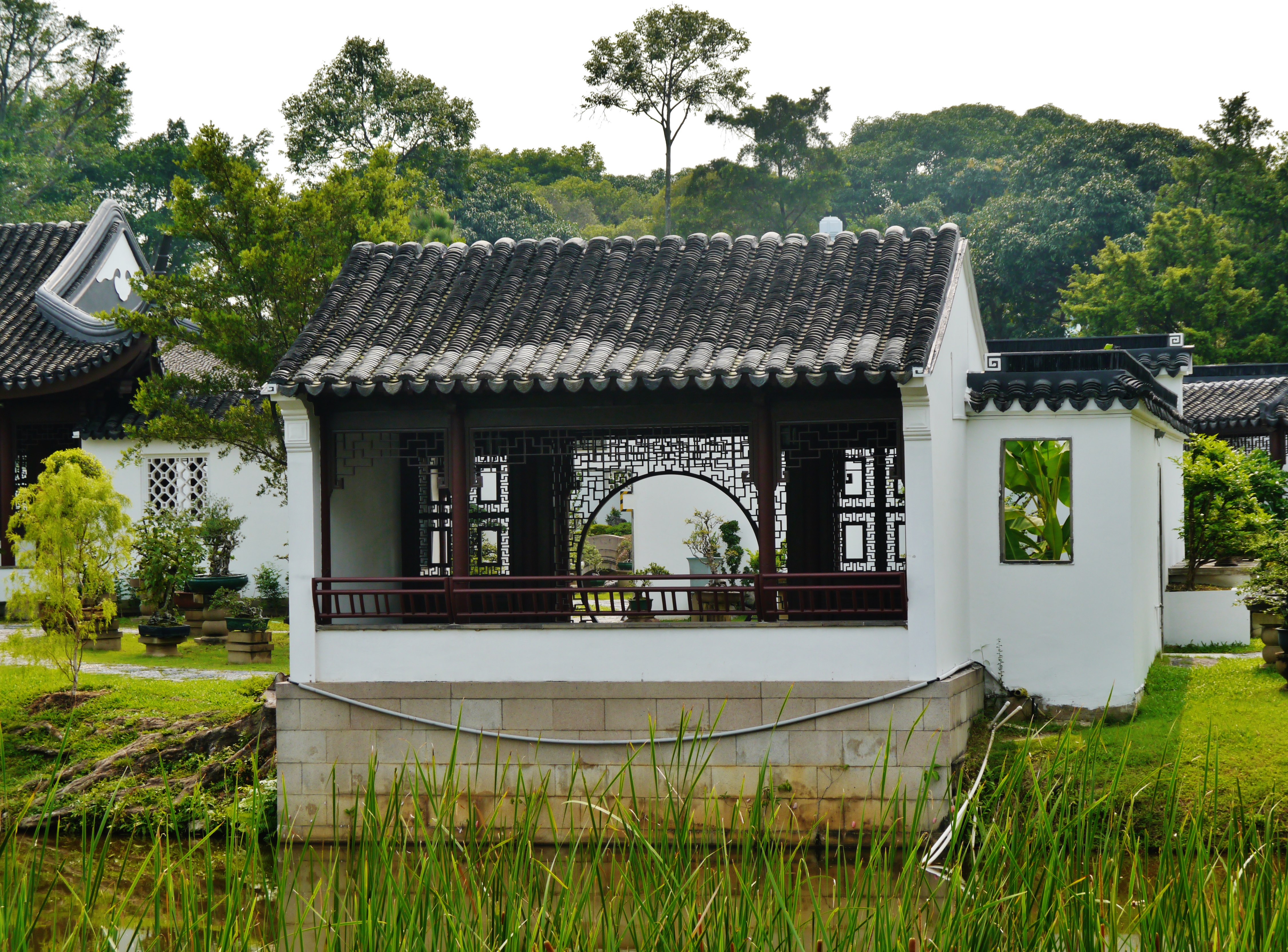
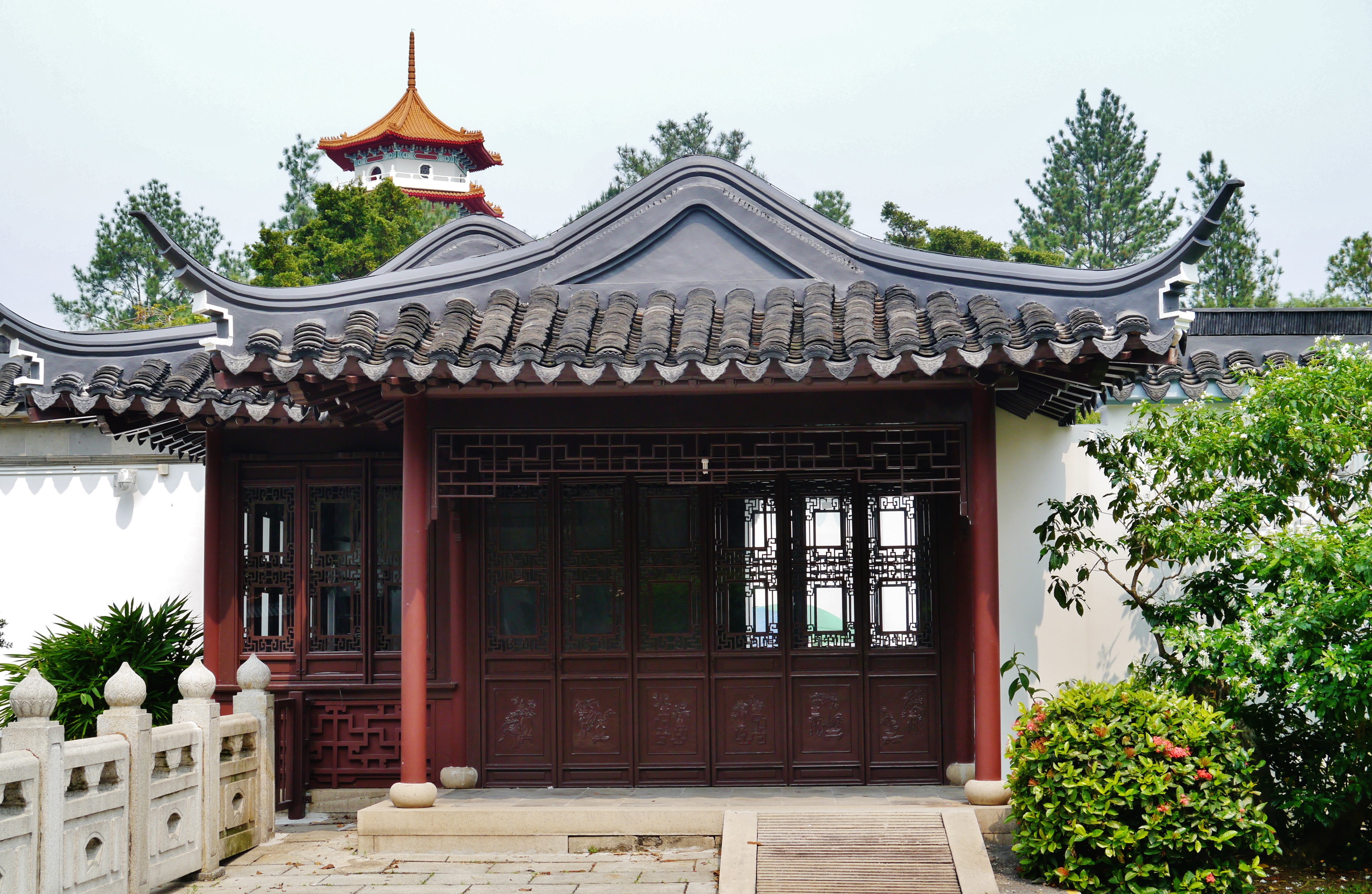